# Montbard (berg)
De Montbard is een berg van 530 meter hoogte en is het hoogste punt van de Franse gemeente Eclassan, departement Ardèche, regio Auvergne-Rhône-Alpes. Een deel van de berg wordt gebruikt voor de winning van wit graniet. Langs de berg loopt een pad naar de top met beeldhouwwerken die de kruisweg uitbeelden. Vlak bij de top bevindt zich een kapelletje vanwaaruit men uitzicht heeft over de omgeving.